# Districte de Ngororero
El districte de Ngororero és un akarere (districte) de la província de l'Oest, a Ruanda. La seva capital és Ngororero.

## Geografia i turisme
Limita amb el districte de Nyabihu al nord, el districte de Gakenke al nord-oest, el districte de Rutsiro a l'oest i el districte de Karongi al sud; tot a la província de l'Oest. El districte de Muhanga a la província del sud, es troba a l'est del districte de Ngororero.

## Sectors
El districte de Ngororero està dividit en 13 sectors (imirenge): Bwira, Gatumba, Hindiro, Kabaya, Kageyo, Kavumu, Matyazo, Muhanda, Muhororo, Ndaro, Ngororero, Nyange i Sovu.